# Pavel Kotrla
Pavel Kotrla (*5. května 1974 Vsetín) je český básník, literární kritik, nakladatel a redaktor.
Je šéfredaktorem literárního časopisu Texty a redaktorem kulturní revue Aluze, provozoval katalog literárních odkazů Potápěč. Publikuje především v časopisech Tvar, Host, Týdeník Rozhlas, dříve Alternativa. Některé texty podepisuje autorskou šifrou -pak-. Vydal básnické sbírky Prstem na sklo rybám (2013), Mírný severní (2019), Stínový profil (2023) a Synonymum krajina (2024). Je spoluautorem dvou vydání Slovníku osobností kulturního a společenského života Valašska a hesly přispěl do Literárního slovníku severní Moravy a Slezska, vydal dvě knihy z historie obce Bystřička, uspořádal výbor z díla Jana Rouse a podílel se na několika dalších publikacích.